# Мария Анна Амалия Гессен-Гомбургская
Мария Анна Амалия Гессен-Гомбургская (также Марианна Прусская; нем. Marie Anne Amalie von Hessen-Homburg; 13 октября 1785[…], Бад-Хомбург, Гессен — 14 апреля 1846[…], Берлин) — ландграфиня Гессен-Гомбургская, в замужестве принцесса Прусская.

## Биография

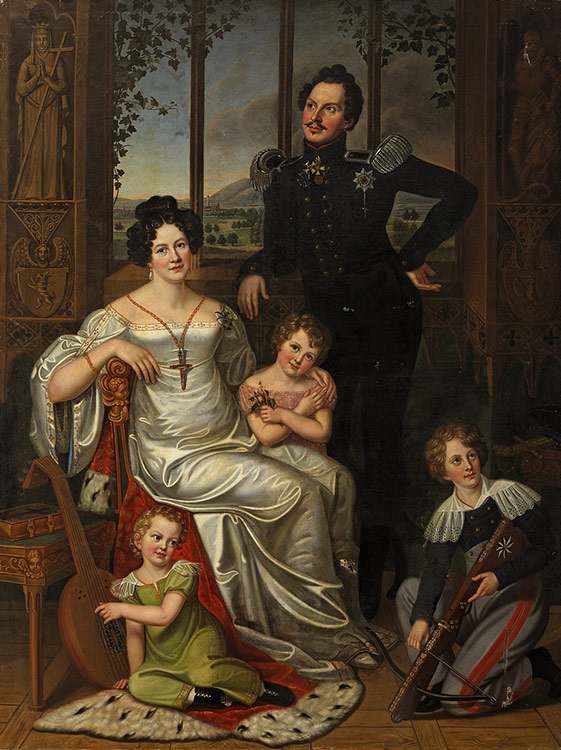
Принцесса Марианна с мужем и детьми на картине неизвестного художника, 1820-е годы

Мария Анна Амалия была двенадцатым ребёнком (шестой дочерью) в семье ландграфа Гессен-Гомбургского Фридриха V и его супруги Каролины Гессен-Дармштадтской, дочери ландграфа Людвига IX и Генриетты Каролины Пфальц-Цвейбрюккенской, «великой ландграфини».
В 1804 году Мария Анна Амалия вышла замуж за своего кузена (их матери были родными сёстрами), принца Вильгельма Прусского, младшего брата короля Пруссии Фридриха Вильгельма III.
В браке родились сыновья Адальберт и Вальдемар, а также дочери Елизавета, впоследствии супруга принца Гессен-Дармштадтского Карла и мать великого герцога Людвига IV, и Мария, будущая супруга короля Баварии Максимилиана II.
Вместе с королевой Луизой Марианна Прусская входила в так называемую «партию войны» в Пруссии, выступавшую против Наполеона. В марте 1813 года принцесса выступила со знаменитым «Воззванием королевских принцесс к женщинам прусского государства» и основала Женский патриотический союз, став знаменитостью далеко за пределами Берлина. Марианна состояла в переписке с такими политиками-реформаторами, как барон фом Штейн, Гарденберг и братья Гумбольдты. Она дружила с поэтом Фридрихом де ла Мотт Фуке и после смерти королевы Луизы стала «первой леди» прусского двора. Известна и её социальная активность: Марианна заботилась о заключённых берлинских тюрем и основала в Панкове детский дом.
В 1822 году Марианна влюбилась в своего ровесника графа Антона Штольберг-Вернигеродского, друга своего мужа, о чём стало известно лишь в 2006 году после публикации её дневника.
В 1845 году Марианна в последний раз побывала на родине в Бад-Хомбурге. Она умерла в Берлине 14 апреля 1846 года от «нервно-ревматической лихорадки».

## Портрет

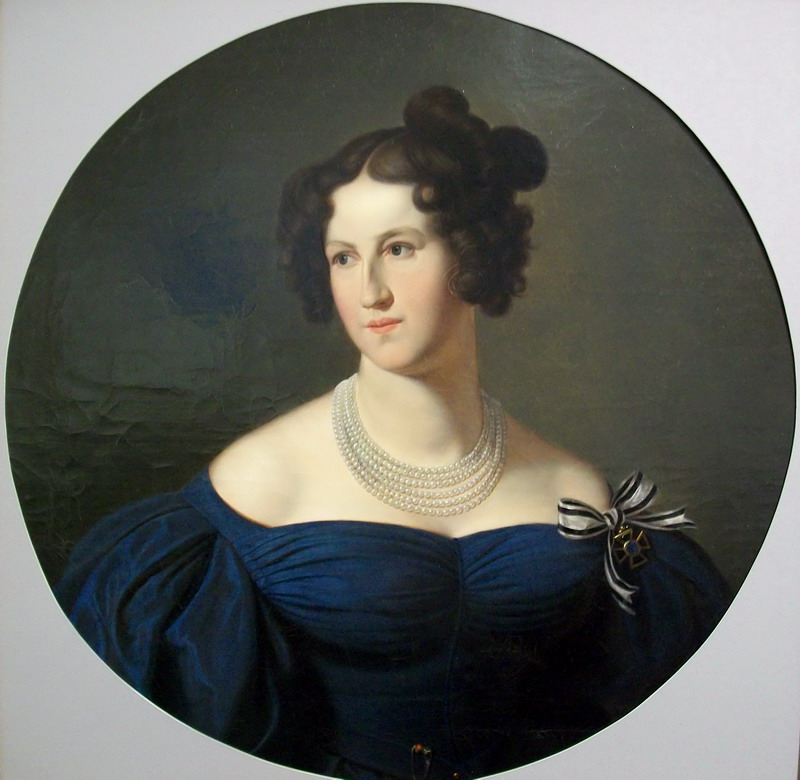
Портрет Марианны, принцессы Прусской, из собрания музея-заповедника «Гатчина»

В 2012 году в собрании государственного музея-заповедника «Гатчина» был «обнаружен» портрет Марии Анны Прусской. До момента атрибуции портрет неизвестного художника начала XIX века под инвентарным номером ГДМ-127-III числился как «Портрет принцессы Нидерландской», причём под этим названием он значился в собрании музея на протяжении большей части XX века, по крайней мере — с 1939 года, с момента Генеральной инвентаризации коллекций Гатчинского дворца.
Отправной точкой для уточнения вопроса о том, кто конкретно присутствует на портрете, послужил тот факт, что на левом плече изображённой дамы имеется знак Ордена Луизы, дамского ордена, учреждённого в 1814 году королём Фридрихом Вильгельмом III в память о скончавшейся в 1810 году супруге, королеве Луизе. Марианна Прусская как соратница и продолжательница дела королевы Луизы по борьбе с Наполеоном (например, патриотическая акция «Золото отдам я за железо») также получила этот орден.
В ходе исследований была получена информация о наличии аналога гатчинского портрета, кисти Фридриха Вильгельма фон Шадова, хранившегося в музеях Потсдама и утраченного во время Второй мировой войны. На основании разительного сходства изображённых женщин на портрете из Гатчины и на копии портрета из Потсдама была уточнена атрибуция ГДМ-127-III.

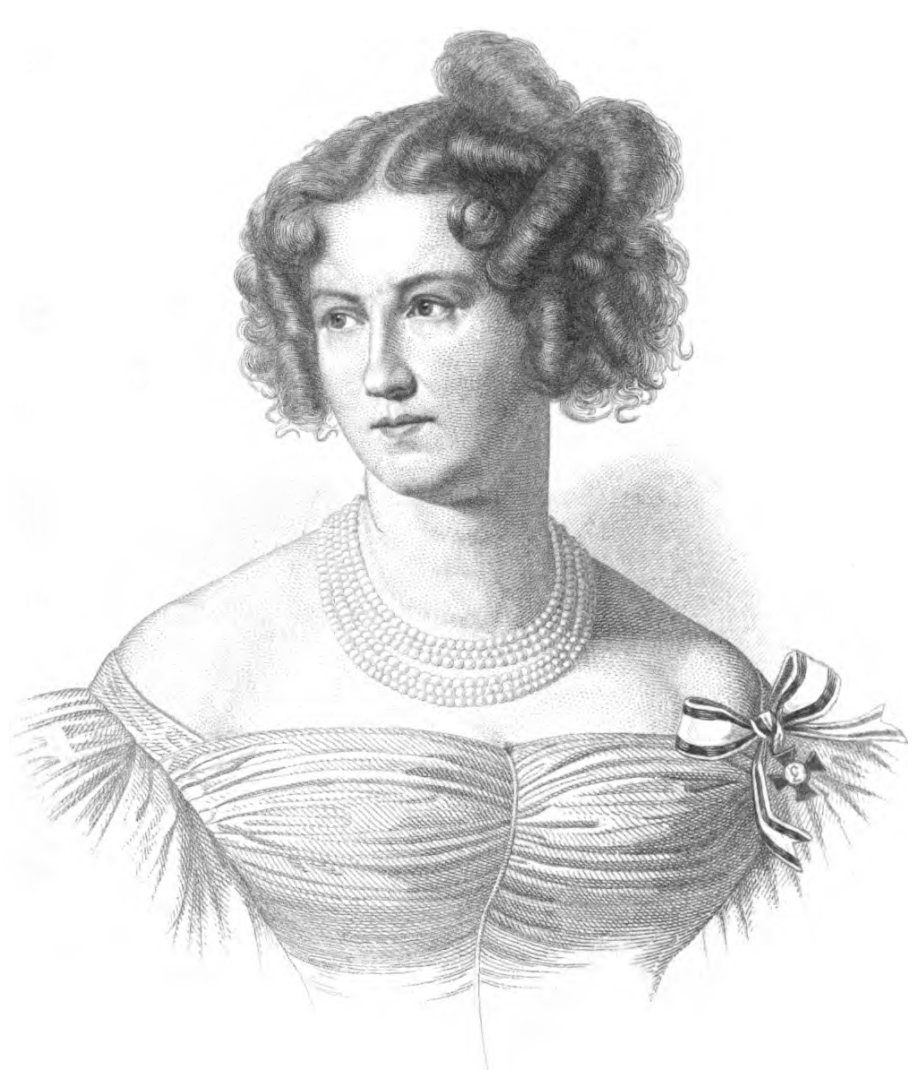
Копия гатчинского портрета из издания «Немецкие женщины в Освободительных войнах», Галле, 1867 год

Ошибочное наименование «Портрет принцессы Нидерландской» возникло, как полагают сотрудники ГМЗ «Гатчина», из-за того, что «Марианной, принцессой Прусской», была сочтена скандально известная принцесса Марианна Оранская-Нассау, бывшая женой Альбрехта Прусского, младшего сына королевы Луизы.
Отреставрированный портрет Марии Анны Амалии Гессен-Гомбургской, принцессы Прусской, был представлен общественности в 2012 году на выставке в Гатчинском музее-заповеднике, посвящённой 200-летию Отечественной войны 1812 года.